# Joshua Wong
Pour les articles homonymes, voir Wong.
Joshua Wong Chi-fung (黃之鋒), né le 13 octobre 1996 à Hong Kong, est un militant pro-démocratie hong-kongais, fondateur du groupe Scholarism.

## Biographie

### Jeunesse, révolution des parapluies et première arrestation
Après avoir été élève dans un lycée anglican, il étudie à l'Open University of Hong Kong,. Il attire l'attention en 2012, il critique les cours d'éducation morale et nationale, considérés comme du « lavage de cerveau »,.
Le 27 septembre 2014, il fait partie des 78 personnes arrêtées par la police de Hong Kong après avoir investi les locaux du gouvernement en réaction à la réforme électorale de 2014,,. Il est relâché deux jours plus tard,,.
Le mouvement prend une ampleur sans précédent, en rassemblant, dans les rues, plus de 100 000 personnes. Il prend le nom de « Révolution des parapluies » ou « Occupy Central ».
Il milite essentiellement pour le suffrage universel malgré le fait qu'il n'ait pas le droit de vote au moment des faits. Ses modèles ne sont pas des étrangers comme Martin Luther King ou Nelson Mandela, mais chinois comme le controversé Liu Xiaobo, prix Nobel de la paix condamné à la prison en Chine, ou l’artiste Ai Weiwei .
En août 2017, il est condamné pour son rôle dans le mouvement des parapluies à 6 mois de prison ferme, alors qu'en parallèle, Alex Chow, Nathan Law sont condamnés respectivement à 7 et 8 mois de prison ferme. Ils passent deux mois en prison avant d'être libérés sous caution. Le 6 février 2018, la Cour suprême de Hong Kong a annulé la peine de prison des trois militants du mouvement démocratique. Il est jugé en appel et débouté de sa demande le 16 mai 2019. Le juge Jeremy Poon ordonne son placement en détention. Joshua Wong est condamné à deux mois d'emprisonnement au centre d'accueil de Lai Chi Kok.

### Manifestations de 2019 et seconde arrestation
Le 17 juin 2019, Joshua Wong est libéré de prison à la suite des manifestations du mois juin 2019 à Hong-Kong, concernant le projet de loi visant à autoriser les extraditions vers la Chine. À peine remis en liberté, il demande la démission de la cheffe de l'exécutif Carrie Lam et dénonce les violences policières lors de la manifestation du 12 juin. Au matin du vendredi 30 août 2019, il est de nouveau interpellé à Hong Kong.
Le 29 octobre 2019, il déclare être « privé de ses droits politiques » à la suite de l'invalidation de sa candidature par la commission électorale pour les élections prévues le 24 novembre selon le motif que son engagement au droit à « l'autodétermination » d'Hongkong, est contraire à la Loi fondamentale.
En 2020, Wong demande l'asile politique aux États-Unis mais ceux-ci refusent car Mike Pompeo, secrétaire d'État des États-Unis, et ses conseillers craignent la réaction de la Chine, en particulier la possible fermeture du consulat de Hong Kong,,.

### Condamnations
Le 24 septembre 2020, Joshua Wong est arrêté pour rassemblement illégal lors d’une manifestation en octobre 2019. L'arrestation a lieu alors qu'il pointe dans un commissariat dans le cadre d'un contrôle judiciaire lié à une autre affaire. Il est libéré après quelques heures de détention.
En décembre 2020, Wong est condamné à 13 mois et demi d'emprisonnement lors d'un procès où Ivan Lam et Agnes Chow sont également condamnés à des peines de respectivement de 7 mois et 10 mois, pour incitation de regroupement illégal et d'organisation de regroupement illégal.
En 2024, il est condamné à une nouvelle peine de prison de 4 ans et 8 mois dans le cadre de la répression chinoise du Camp pro-démocratie.

## Livres et documentaires
- 2014 : Je ne suis pas un héros[34]
- Joshua Wong avec Jason Y. Ng, La parole enchaînée, Paris, 2020, Stock, 250 p.[35]
- Joshua Wong avec Jason Y.Ng, Introduction par Ai Wei Wei, Unfree Speech - The Threat to Global Democracy and Why We Must Act, Now, 2020

- Joshua: Teenager vs. Superpower (« Joshua : Adolescent contre une superpuissance »), documentaire sur Netflix, sorti en 2017

## Récompenses et distinctions
- Time – The 25 Most Influential Teens of 2014
- AFP – 10 Most influential people, 2014
- Fortune – World's 50 Greatest Leaders (10th place), 2015
- Nomination pour le Prix Nobel de la paix 2018, avec Nathan Law, Alex Chow et le mouvement pro-démocratie Umbrella Movement à Hong Kong.